# Bitva u Pánípatu (1526)
Bitva u Pánípatu (též první bitva u Pánípatu) proběhla v roce 1526 a střetly se zde armády Bábura z Tímúrovské dynastie a Ibráhima Lódího z dynastie Lódiů. Bitva skončila vítězstvím Bábura, který zde položil základ mughalské říše, a smrtí Ibráhíma Lódiho, který se stal posledním sultánem dillíského sultanátu.
Pánípat se nachází v dnešní Harijáně.